# Fudi d'Aldabra
El fudi d'Aldabra (Foudia aldabrana) és un ocell de la família dels ploceids (Ploceidae).

## Hàbitat i distribució
Habita els boscos de l'illa d'Aldabra.